# 西瓯
西瓯是位于岭南西部的百越部落中的一支，曾在公元前219年开始的秦攻百越之战中抵抗秦军。该战过后，秦在该地设有桂林郡及象郡。
根据有关越南传说时代的记载，古蜀王子安陽王蜀泮（開明泮）通过灭文郎国（公元前258年），在该地建有甌雒國。但是目前具体情况有争议。

## 相关研究
鄂盧梭认为，蜀王子（蜀泮）在公元前210年秦始皇死時，乘秦末民變，攻取象郡地區（鄂盧梭認定象郡在越南，並指出該地雖為秦朝領土，實為封建土酋所治。蜀王子套取該地後自號為安陽王。但不久被趙佗所反擊，到公元前207年將之消滅。
呂士朋認為，甌雒國當於戰國時代末期建國於紅河下游的平原一帶。秦軍南下設象郡後，安陽王退據一隅，情況像部落酋長，依舊統治一小地區。呂士朋認為秦朝對象郡，終未能施行直接統治，而是間接統治，方式是把越人的統治權，委託給當地若干土酋手中。秦朝滅亡時，安陽王便捲土重來，在象郡擴張勢力，成為當地較強大的領導者。直到趙佗來攻時才被消滅。
郭振鐸、張笑梅則對古籍裡「甌雒國」的存在表示質疑，認為它本身具有傳疑性質，可能並非現代意義的「真正國家」，只是初具政權組織的部落聯盟。另外，又提出可以把「甌雒」理解為「甌」指「西甌」（位於現時廣西西南、越北的越人），而「雒」則指「雒越」（位於現時越南西北，屬古百越部落一支），而蜀泮則是西甌及雒越各部落的領袖。然而因生產力尚屬低下，在趙佗的入侵下遂將之平定。后其地为南越国吞并。